# Анадолско плато
Анадолското плато, също Анатолийско плато или Малоазиатско плато, е територия в централната част на Турция, във вътрешните части на Малоазиатската планинска земя.
На север е ограничено от Понтийските, а на юг от Таврийските планини. На изток преходът е плавен към следващото плато от Предна Азия – Арменското. На северозапад и запад към Егейско и Мраморно море, широкото полупустинно плато е оградено от ниски планинските масиви, които постепенно преминават в тесни и плодородни крайбрежни низини. Дължината му от запад на изток е около 700 km, а широчината от север на юг – около 400 km.
Изградено е основно от палеогенови и неогенови седиментни наслаги. С ясно изразените кватернерни разломи са свързани многобройните проявления на затихнал вулканизъм. В югоизточната му част се издигат угасналите вулкани Хънзър (2750 m), Тахталидаг (2700 m), Сюнбюл (2562 m) и най-високият Ерджиес (3917 m). Повърхността на платото е предимно заравнена с преобладаващи височини от 900 до 1500 m с островно разположени хребети, върховете на които надвишават 2000 m. Самото плато се поделя на отделни по-малки плата – Узуняйла на изток, Бозок на север, Обрук на юг, Джиханбейли и Хаймана на запад. В южните му части има редица безотточни падини, заети от солончаци, солени (Туз, Акшехир, Аджигьол, Бурдур и др.) и сладководни езера (Бейшехир, Егридир, Хойрин и др.) и наклонени равнини с множество оазиси.
Климатът на платото е субтропичен, континентален с относително студена зима и горещо лято. Средните годишни валежи са около 400 mm, а в сухите му части – 300 mm. Въпреки това те са циклични и непостоянни, като за сигурни могат да се броят не повече от 200 mm, което внася нестабилност в напояването и води до намаляване на селскостопанските добиви през засушливите години, още повече че този воден недостиг се отразява и на поливното земеделие. Пасищата допринасят за ерозия на почвата в някои части на платото. През лятото има често прашни бури от фин жълт прах по територията на цялото плато. Понякога и рояци скакалци опустошават източните му части през април и май. Като цяло температурите са високи за тези географски ширини, а почти през цялото лято няма валежи. През зимата е обратното – много студено време с обилни снеговалежи.
Западните и южните части на Анадолското плато са предимно безотточни, северните му райони се отводняват от реките Сакария и Къзълърмак (от басейна на Черно море) и техните притоци, а източните и югоизточните – от десните притоци (Чалтъ, Куручай, Тахма) на Ефрат (от басейна на Персийския залив) и горното течение на река Сейхан, вливаща се в Средиземно море.
Почвите са предимно сиви и кафяви. Растителността е полупустинна и степна. Платото е залесено само на северозапад и североизток откъм Понтийските хребети. Земеделските култури, които се отглеждат, се напояват с дъждовна вода. Широко застъпено е отглеждането на пшеница като основна култура. Поливното земеделие е ограничено в областите около реките и на местата, където има достатъчно подземни води на разположение. Поливните култури, отглеждани на платото, са ечемик, царевица, памук, различни плодове, грозде, опиумен мак, захарно цвекло, рози и тютюн. Платото е подходящо и за скотовъдство, давайки паша на животните. В северната му част е разположена столицата на Турция Анкара.
През платото преминава основният и най-пряк сухоземен път от Европа за Близкия изток. Той води към Киликия през Киликийските порти.